# Kurt Wise
Kurt Patrick Wise (nascido em 1959) é um Americano criacionista da Terra jovem, que atua como Diretor de Criação do Centro de Pesquisas Truett McConnell University, em Cleveland, Geórgia. Ele tem um Doutorado em paleontologia da Universidade de Harvard. Sua tese gigante de 551 páginas "The Estimation of True Taxonomic Durations from Fossil Occurrence Data"(A estimativa de durações taxonômicas  de dados reais (não simulados) do registro fóssil), foi defendida em 1989 sendo orientada pelo Dr. Stephen Jay Gould  (uma das maiores autoridades em paleontologia da atualidade que é considerado o principal proponente do pontualismo fóssil que revolucionou a paleontologia moderna admitindo padrões fósseis como surgimento pronto e disparidade) . Wise escreve e atua  em apoio do criacionismo e obras para a Criação do Museu em são Petersburgo, Kentucky.

## Formação Acadêmica
Em 1989, Wise obteve um Ph.D. em paleontologia pela Universidade de Harvard, mestrado em geologia também pela Harvard University com distinção e bacharelado em geologia pela University of Chicago . Em 1998, Robert Schadewald descreveu Wise como influente no "criacionismo moderno conforme é praticado em seus níveis mais elevados".

## Prêmios/Honrarias
- 1983: Certificado de Distinção em Ensino pela Harvard-Danforth Center for Teaching and Learning, Harvard University
- 1984: Certificado de Distinção em Ensino" pela Harvard-Danforth Center for Teaching and Learning, Harvard University

## Atividades
A partir do outono de 2009, ele foi diretor do Centro de Pesquisa de Criação da Truett McConnell University em Cleveland, Geórgia . Entre agosto de 2006 e maio de 2009, ele lecionou no Southern Baptist Theological Seminary como diretor do Centro de Teologia e Ciência da escola, um trabalho em que foi precedido pelo defensor do design inteligente William Dembski . Ele já havia ensinado no Bryan College em Dayton, Tennessee, onde atuou como Diretor do Center for Origins Research e como Professor Associado de Ciências  por dezessete anos.
Ele atuou como consultor para o Answers in Genesis Creation Museum, que foi inaugurado em 2007. Timothy H. Heaton, outro cientista que estudou com Stephen Jay Gould, conhece Wise como "um criacionista menos orientado para a propaganda" do que Ken Ham, o líder do Answers in Genesis, e disse que a influência de Wise nas telas era aparente

## Opiniões e Crenças sobre Origens
Wise disse que acredita, de acordo com uma leitura literal da Bíblia, "que a Terra é jovem e o universo é jovem, eu diria que tem menos de dez mil anos de idade". Ele acredita que a ciência pode ser usada para apoiar e demonstrar essas afirmações. Apesar de acreditar que a ciência apóia sua posição, Wise escreveu que:
"Embora haja razões científicas para aceitar uma Terra jovem, sou um criacionista da terra jovem porque esse é o meu entendimento das Escrituras. Como compartilhei com meus professores anos atrás, quando estava na faculdade, se todas as evidências no universo se voltassem contra o criacionismo, eu seria o primeiro a admitir, mas ainda seria um criacionista porque é isso que a Palavra de Deus parece indicar".
Como uma criança interessada em ciência, Wise provisoriamente adotou um antigo ponto de vista criacionista da Terra depois de fazer um projeto de feira de ciências na coluna geológica, mas não estava completamente satisfeito com essa decisão:
"O que me incomodava era que, mesmo que os dias fossem longos, a ordem ainda estava fora de sintonia. Afinal, a ciência disse que o sol veio antes da Terra - ou pelo menos ao mesmo tempo - e a Bíblia disse que a Terra veio três dias antes do sol. Enquanto a ciência disse que as criaturas marinhas vieram antes das plantas e as criaturas terrestres vieram antes das criaturas voadoras, a Bíblia indicou que as plantas precederam as criaturas marinhas e as criaturas voadoras precederam as criaturas terrestres. Por outro lado, tornar os dias milhões de anos parecia eliminar a maior parte do conflito. Portanto, decidi engavetar esses problemas nos recônditos de minha mente. Não funcionou. Nos anos seguintes, o conflito de ordem me incomodou".
Mais tarde, no segundo ano do ensino médio, ele pegou uma Bíblia recém-comprada e uma tesoura e cortou todos os versículos que não poderiam ser interpretados literalmente se as determinações científicas sobre a idade da Terra e a evolução fossem verdadeiras. Ele realizou essa tarefa com uma lanterna sob as cobertas de sua cama por vários meses; no final, ele havia retirado tanto material que 
"com a capa da Bíblia retirada, tentei levantá-la fisicamente da cama entre dois dedos. Ainda assim, por mais que eu tente, e mesmo com o benefício de margens intactas ao longo das páginas das Escrituras, achei impossível pegar a Bíblia sem ser dividida em duas. "  
Wise decidiu rejeitar a evolução em vez do literalismo bíblico, decidindo:
"... que a rejeição da evolução não envolve necessariamente a rejeição de toda a ciência. Na verdade, aprendi que a ciência deve sua existência e justificativa às afirmações das Escrituras. Por outro lado, também aprendi que a evolução não é a única afirmação da ciência moderna que deve ser rejeitada se as Escrituras forem consideradas verdadeiras".
O biólogo e popular autor ateu Richard Dawkins chamou Wise de um criacionista verdadeiramente honesto, porque ele está disposto a aceitar o criacionismo, mesmo admitindo que "todas as evidências no universo" fossem contra ele. Dawkins, referindo-se ao testemunho de Wise, criticou o que ele percebeu como desonestidade intelectual :
"Kurt Wise não precisa do desafio; ele afirma que, mesmo que todas as evidências no universo contradissem as Escrituras categoricamente, e mesmo se ele tivesse chegado ao ponto de admitir isso para si mesmo, ele ainda tomaria sua posição nas Escrituras e negaria as evidências. Isso me deixa, como um cientista, sem palavras ... Temos a autoridade de um homem que pode muito bem ser o cientista mais altamente qualificado e mais inteligente do criacionismo de que nenhuma evidência, por mais esmagadora que seja, por mais abrangente que seja, não importa o quão devastadoramente convincente, pode fazer qualquer diferença."
Além disso, em seu livro "The God Delusion", Richard Dawkins referiu-se à negação de Kurt da ciência sobre o criacionismo:
"A história de Kurt Wise é simplesmente patética - patética e desprezível. A ferida, para sua carreira e felicidade de vida, foi autoinfligida, tão desnecessária, tão fácil de escapar. Tudo o que ele precisava fazer era jogar fora a Bíblia. Ou interpretá-lo simbolicamente, ou alegoricamente, como fazem os teólogos. Em vez disso, ele fez a coisa fundamentalista e jogou fora a ciência, as evidências e a razão, junto com todos os seus sonhos e esperanças. "

## Livros
- Kurt Wise, Faith, Form, and Time: What the Bible Teaches and Science Confirms About Creation and the Age of the Universe . Grupo de Publicação da B&H, 2002.ISBN 0-8054-2462-8
- Kurt Wise e Sheila A. Richardson, Something from Nothing: Understanding What You Believe About Creation and Why . (B&H Publishing Group, janeiro de 2004)ISBN 0-8054-2779-1
- Kurt Wise, Devotional Biology. (Compass Classroom, julho de 2018) ISBN 978-0999040928
- Artigo de Kurt Wise na Evowiki

## Artigos científicos  publicados em Revistas especializadas
- 1981: coauthored with Thomas J. M. Schopf: Was marine faunal diversity in the Pleistocene affected by changes in sea level?, Paleobiology 7(3):394-399.
- 1984: The Guadeloupe skeleton, Ex Nihilo Technical Journal 1:33-39.
- 1986: The Guadeloupe skeleton: further evidence, Ex Nihilo Technical Journal 2:121-129.
- 1987: How fast do rocks form?, pp. 197–203 in Walsh, Robert E., Christopher L. Brooks, and Richard S. Crowell (eds.), Proceedings of the First International Conference on Creationism, Volume 2, Creation Science Fellowship, Pittsburgh, PA, 253 pp.
- 1989a: Radioactive halos: Geological concerns, Creation Research Society Quarterly 25(1):171-176.
- 1989b: Punc eq creation style, Origins, 16(1):11-24 [translated into spanish and published in 1992: AEquilibrio puntuado a manera de creatión@, Cienca de los Origenes 31:1-7.]
- 1989c: The Estimation of True Taxonomic Durations from Fossil Occurrence Data, unpublished Ph.D. dissertation, Harvard University, Cambridge, MA, 550 p.
- 1990: The Guadeloupe skeleton controversy: A study in proper methodology, Ex Nihilo Technical Journal 4:108-127.
- 1991a: Baraminology: A new young-earth creation biosystematics method, pp. 345–358 in Walsh, R. E., and C. L. Brooks (eds.), Proceedings of the Second International Conference on Creationism, Volume 2, Creation Science Fellowship, Pittsburgh, PA, 386 pp.
- 1991b: The fossil record: The ultimate test-case for young-earth creationism, Opus: A Journal for Interdisciplinary Studies 1991-92:17-29.
- 1992a: Some thoughts on the Pecambrian fossil record, Creation Ex Nihilo Technical Journal 6(1):67 71.
- 1992b: Creation Polycladism: A Young-Earth Creation Theory of Biogenesis, pp. 204–210 in Proceedings of the 1992 Twin Cities Creation Conference, Twin-Cities Creation-Science Association, Northwestern College, and the Genesis Institute, Minneapolis/St. Paul, Minnesota, 280 pp.
- 1992c: Practical baraminology, Creation Ex Nihilo Technical Journal 6(2):122-137.
- 1992d: Were there really no seasons?, Creation Ex Nihilo Technical Journal 6(2):168-172.
- 1994a: Australopithecus ramidus and the fossil record, Creation Ex Nihilo Technical Journal 8(2):160-165.
- 1994b: second author with Steven A. Austin, 1994, The pre-Flood/Flood boundary: As defined in Grand Canyon, Arizona and East Mojave, California, pp. 37–47 in Walsh, Robert E. (ed.), Proceedings of the Third International Conference on Creationism Held July 18-23, 1994, Pittsburgh, Pennsylvania, USA: Technical Symposium Sessions, Creation Science Fellowship, Pittsburgh, PA, 645 p.
- 1994c: 6th author with Steven A. Austin, John R. Baumgardner, D. Russell Humphreys, Andrew A. Snelling, and Larry Vardiman, 1994, Catastrophic plate tectonics: A global flood model of earth history, pp. 609–621 in ibid.
- 1995a: Towards a creationist understanding of 'transitional forms', Creation Ex Nihilo Technical Journal 9(2):216-222.
- 1995b: Evolving science, pp. 30–37, in Creation of an Evolving Controversy: A Symposium on the 70th Anniversary of the Scopes Evolution Trial: Proceedings of the Symposium Held in the Rhea County Courthouse Dayton, Tennessee, July 21, 1995, Bryan College, Dayton, TN.
- 1998a: (with David M. Fouts), Blotting out and breaking up: Miscellaneous Hebrew studies in geocatastrophism, pp. 217–228 in Walsh, Robert E. (ed.), Proceedings of the Fourth International Conference on Creationism, Creation Science Fellowship, Pittsburgh, PA, 658 p.
- 1998b: Is life nested or networked?, pp. 619–631 in ibid.
- 1998c: (with Matthew Cooper), A compelling creation: A suggestion for a new apologetic, pp. 633–644 in ibid.
- 2003a: second author with Todd C. Wood, Roger Sanders, and Neal Doran, A refined baramin concept, Occasional Papers of the BSG 3:1-14.
- 2003b: third author with Todd Wood and David Cavanaugh, Fossil Equidae: A monobaraminic, stratomorphic series, pp. 143–153 in Ivey, Robert L. (ed.), Proceedings of the Fifth International Conference on Creationism Held August 4-9, 2003, Pittsburgh, Pennsylvania, USA: Technical Symposium Sessions, Creation Science Fellowship, Pittsburgh, PA.
- 2003c: The hydrothermal biome: A pre-Flood environment, pp. 359–370 in ibid.
- 2003d: The pre-Flood floating forest: A study in paleontological pattern recognition, pp. 371–381 in ibid.
- 2003e: second author with Roger W. Sanders, The cognitum: A perception-dependent concept needed in baraminology, pp. 445–455 in ibid.
- 2003f: with Matthew Croxton, Rafting: A post-Flood biogeographic dispersal mechanism, pp. 465–477 in ibid.
- 2005a: with Andrew A. Snelling, A note on the pre-Flood/Flood boundary in the Grand Canyon, Origins [GRI] 58:7-29.
- 2005b: The flores skeleton and human baraminology, Occasional Papers of the BSG 6:1-13.
- 2007: What science tells us about the age of the creation, The Southern Baptist Journal of Theology 11(1):4-15.
- 2008: second author with Roger W. Sanders, Joseph W. Francis, and Todd Charles Wood, Toward a practical theology of peer review, Answers Research Journal 1:65-75.